# New Albany (Missisipi)
New Albany – miasto w Stanach Zjednoczonych, w stanie Missisipi, w hrabstwie Union.